# Güveçli, Boğazlıyan
Güveçli là một xã thuộc huyện Boğazlıyan, tỉnh Yozgat, Thổ Nhĩ Kỳ. Dân số thời điểm năm 2010 là 171 người.